# Operacja königsbergska

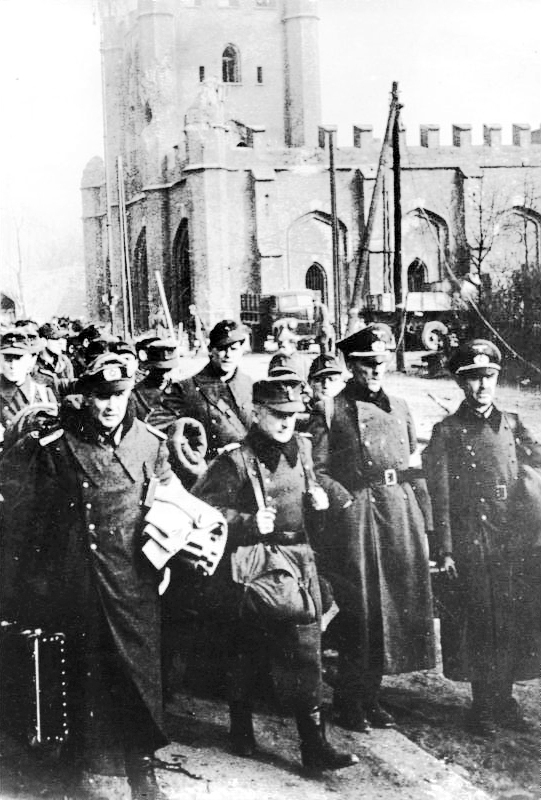
Jeńcy niemieccy w Königsbergu, 12 kwietnia 1945

Operacja königsbergska, inaczej szturm Königsberga – jedna z ostatnich operacji Armii Czerwonej podczas ofensywy wschodniopruskiej w czasie II wojny światowej.
Podczas czterech dni zaciętych walk ulicznych wojska sowieckich frontów 1 Nadbałtyckiego i 3 Białoruskiego zdobyły Królewiec. Oblężenie rozpoczęło się pod koniec stycznia 1945 roku, kiedy Sowieci otoczyli miasto. Podczas bitwy miały miejsce ciężkie walki o utrzymanie połączenia Königsbergu z portem w Piławie, ale zostało ono przez Niemców ostatecznie utracone. Bitwa zakończyła się kapitulacją niemieckiego garnizonu w dniu 9 kwietnia.

## Tło wydarzeń
Gdy radziecka ofensywa w 1944 roku przybliżyła wojnę do niemieckiego terytorium, Królewiec został ogłoszony miastem-twierdzą (niem. Festung Königsberg), podobnie jak wiele innych miast w Europie środkowej i wschodniej (m.in. Poznań, Budapeszt, Wiedeń, Wrocław). Jednym z powodów podjęcia takiej decyzji była bliskość morza z portem w Piławie.
Radziecką ofensywę w celu zdobycia Berlina rozpoczęto 12 stycznia 1945 roku z przyczółka nad Wisłą koło Baranowa Sandomierskiego w Polsce, który zdobyto latem 1944 i później z innych przyczółków na całej długości frontu. Od 15 stycznia nie istniała już żadna zorganizowana niemiecka linia obrony. Głównym celem ofensywy w Prusach Wschodnich było zapewnienie osłony flanki centralnego ataku na Berlin. Pierścień okrążenia wokół Królewca został zamknięty 25 stycznia, kiedy radzieckie wojska dotarły do Morza Bałtyckiego w pobliżu Elbląga.

## Przygotowania do szturmu
Radziecka końcowa ofensywa przeciwko rejonowi obronnemu Królewca miała składać się z trzech uderzeń: zneutralizowania niemieckich pozycji wokół Heiligenbeil na południowy zachód od miasta, szturmu na Królewiec i tym samym eliminacji wszystkich sił niemieckich na Półwyspie Sambijskim na północny zachód od miasta. Sztab marszałka Wasilewskiego szacował, że niemiecka armia dysponowała 19 dywizjami, z których 11 było rozmieszczonych wokół samego miasta i na Półwyspie Sambijskim. Siły Wasilewskiego składały się z 3 Frontu Białoruskiego, którym on sam dowodził i z 1 Frontu Nadbałtyckiego (noszącego teraz nazwę „Grupa Sambijska”) pod dowództwem Iwana Bagramiana. Bagramian był tym, na kim spoczywała odpowiedzialność za planowanie „operacji sambijskiej”, głównego uderzenia na Sambię i Królewiec.
Pierwszym celem ataku było uderzenie na Heiligenbeil, które rozpoczęło się 13 marca; po zaciętych walkach 25 marca miasto zajęto. Resztki 4 Armii, które broniły tego rejonu, wycofały się w kierunku zamku Balga nad Zalewem Wiślanym, gdzie dotarły w ciężkich bojach odwrotowych. Dopiero teraz (29 marca) Hitler zezwolił na ewakuację resztek 4 Armii na Mierzeję Wiślaną, ale było na to za późno: na brzegu nie było możliwości załadunku i przetransportowania ciężkiego sprzętu. Próbowano ewakuować przynajmniej ludzi. Z pomocą Niemcom przyszła mgła, więc ewakuacja przebiegała tak sprawnie, że o godzinie 18:30 odbiła z Bałgi ostatnia barka.

### Sytuacja w mieście i na przedpolu
Jedyną obroną zatłoczonego uchodźcami i wojskiem Królewca był łańcuch XIX-wiecznych, przestarzałych fortów. 26 stycznia przybył wraz ze swym sztabem gen. Schittnig, dowódca 1 Dywizji Piechoty, który na rozkaz dowódcy grupy armii objął dowodzenie. Następnego dnia kierownictwo NSDAP ogłosiło nieprzemyślany komunikat wzywający ludność cywilną do ewakuacji − w razie ataku Armii Czerwonej z kierunku Tapiau − do Piławy. Wywołało to natychmiastową paniczną ucieczkę dziesiątków tysięcy Niemców. Na drogach wylotowych powstawały wielokilometrowe korki. Sytuację częściowo opanowano kierując kolumny uciekinierów na zamarznięty Zalew Wiślany.
28 stycznia komendantem „Festung Königsberg” mianowany został gen. piech. Otto Lasch, któremu udało się zaprowadzić porządek i stworzyć z resztek rozbitych oddziałów „jednostki alarmowe”, które przerzucano na szczególnie zagrożone odcinki.
Tymczasem zacięte walki toczono na podejściach do miasta. 30 stycznia Armia Czerwona zdobyła zaciekle bronione Neuhausen. Podczas wspieranej ogniem dział okrętów Kriegsmarine niemieckiej kontrofensywy 19 lutego, kiedy to odbito miejscowość Metgethen (obecnie dzielnica Królewca), otworzył się mały korytarz między Królewcem a portem w Piławie, i od tego momentu miasto utrzymywało to połączenie aż do rozpoczęcia szturmu generalnego na początku kwietnia.
Po otwarciu korytarza fale cywilnej ludności znów ruszyły ku Piławie, gdyż strach przed bombami i pociskami rozrywającymi się na nabrzeżach był mniejszy niż strach przed Armią Czerwoną. Po chwilowym odbiciu Metgethen żołnierze niemieccy zdołali ewakuować jeszcze kilku starców i około 70 kobiet, z których wiele zostało zgwałconych. Resztę mieszkańców Sowieci wysiedlili do ZSRR.

## Szturm

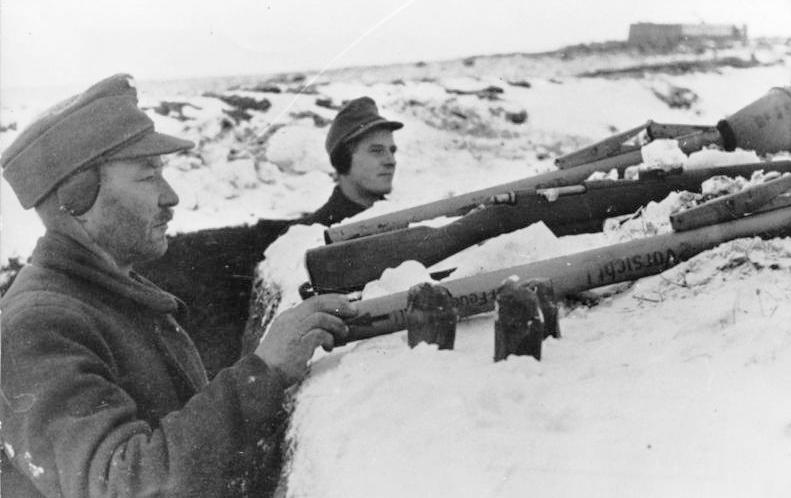
Żołnierze niemieccy uzbrojeni w panzerfausty na pozycjach w pobliżu Königsberga.

Wokół miasta przebiegały trzy linie obronne ze starymi umocnieniami, niezbyt głębokimi polami minowymi i rowami przeciwczołgowymi, przy czym najbardziej wewnętrzna linia obrony przebiegała już wewnątrz miasta. Wokół miasta rozmieszczono cztery nowo uzupełnione dywizje i mieszaninę grup bojowych takich jak oddziały Volkssturmu, policji, spieszonych marynarzy. Razem około 130 000 ludzi. Do obrony przed spodziewaną wielką liczbą czołgów gen. Lasch miał jedną kompanię dział szturmowych. Stosunek sił powietrznych przedstawiał się dla Niemców katastrofalnie: pod Królewcem Niemcy nie mieli ani jednego samolotu. Artyleria cierpiała na brak amunicji; działa przeciwlotnicze Flak 88 musiały ograniczyć się do zwalczania celów naziemnych.
Sowieckie siły na odcinku królewiecko-sambijskim składały się z czterech armii (ponad 100 000 ludzi). Armia Czerwona miała decydującą przewagę w sile ognia, z pięcioma tysiącami dział i moździerzy, 538 czołgami i 2444 samolotami. Armia sowiecka skoncentrowała olbrzymie ilości artylerii: na niektórych odcinkach frontu przypadało jedno działo na 4 metry frontu. Około połowę siły ognia artylerii stanowiła artyleria ciężka, w tym działa oblężnicze o kalibrach powyżej 305 mm, artyleria pociągów pancernych (130 i 203 mm), moździerze kalibru 106 mm i katiusze. Podczas gdy Niemcy musieli już oszczędzać każdy pocisk, Armia Czerwona mogła pozwolić sobie na zasypywanie obrońców tysiącami ton bomb i pocisków.

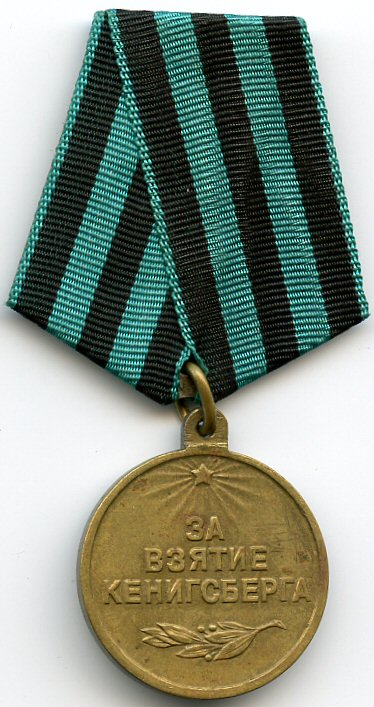
Medal „Za zdobycie Królewca”

Szturm Königsberga rozpoczął się o godzinie 7:30 w dniu 6 kwietnia bardzo intensywnym przygotowaniem artyleryjskim. Tysiące dział, moździerzy i „katiusz” zasypywały obrońców gradem pocisków. Nad miastem krążyły liczne samoloty zrzucając tony bomb burzących i zapalających lub ostrzeliwując ulice z lotu koszącego. Miasto zmieniało się w morze ruin i płonęło. Niemieckie stanowiska zostały porozbijane, linie telefoniczne pozrywane, a magazyny amunicji zniszczone. Po tej nawale ogniowej do ataku z południa i północy ruszyły pojazdy pancerne i piechota.
Pierwszego dnia czerwonoarmiści zajęli znaczny obszar, co groziło ponownym odcięciem Królewca od Sambii. Następnego dnia walczyli już na ulicach miasta docierając na północy do dzielnicy Charlottenburg, a na południu do głównego dworca kolejowego. 8 kwietnia pierwsze jednostki sowieckie sforsowały Pregołę, zamykając pierścień okrążenia. Tego samego dnia wieczorem nastąpiła ostatnia, bezskuteczna próba przedarcia się na zachód. Niemcy ponieśli straty i musieli wycofać się w ruiny.
Szturm trwał bez mała cztery dni, a garnizon miasta skapitulował 9 kwietnia o godzinie 21:30. Według sowieckich źródeł straty niemieckie wyniosły 42 000 zabitych i 93 853 wziętych do niewoli (w tym 1800 oficerów) wraz z dużą ilością broni oraz sprzętu. Straty wśród cywilów były bardzo wysokie: niemal jedna czwarta ze 100 000 tych, którzy nie zostali ewakuowani z miasta, zginęła podczas bitwy w wyniku ostrzału.